# Jegyzett tőke
A jegyzett tőke az a tőkerész, amelyet a tulajdonosok a vállalkozás alapításakor, illetve tőkeemeléskor időbeli korlátozás nélkül bocsátottak a vállalkozás rendelkezésére, hogy abban tagsági jogot, tulajdonosi részesedést szerezzenek, vagy a már meglévőt növeljék.
A jegyzett tőke fajtái a gazdasági társasági formáktól függően a következők lehetnek:
- alaptőke az Rt.-nél
- törzstőke Kft.-nél, Kht-nál

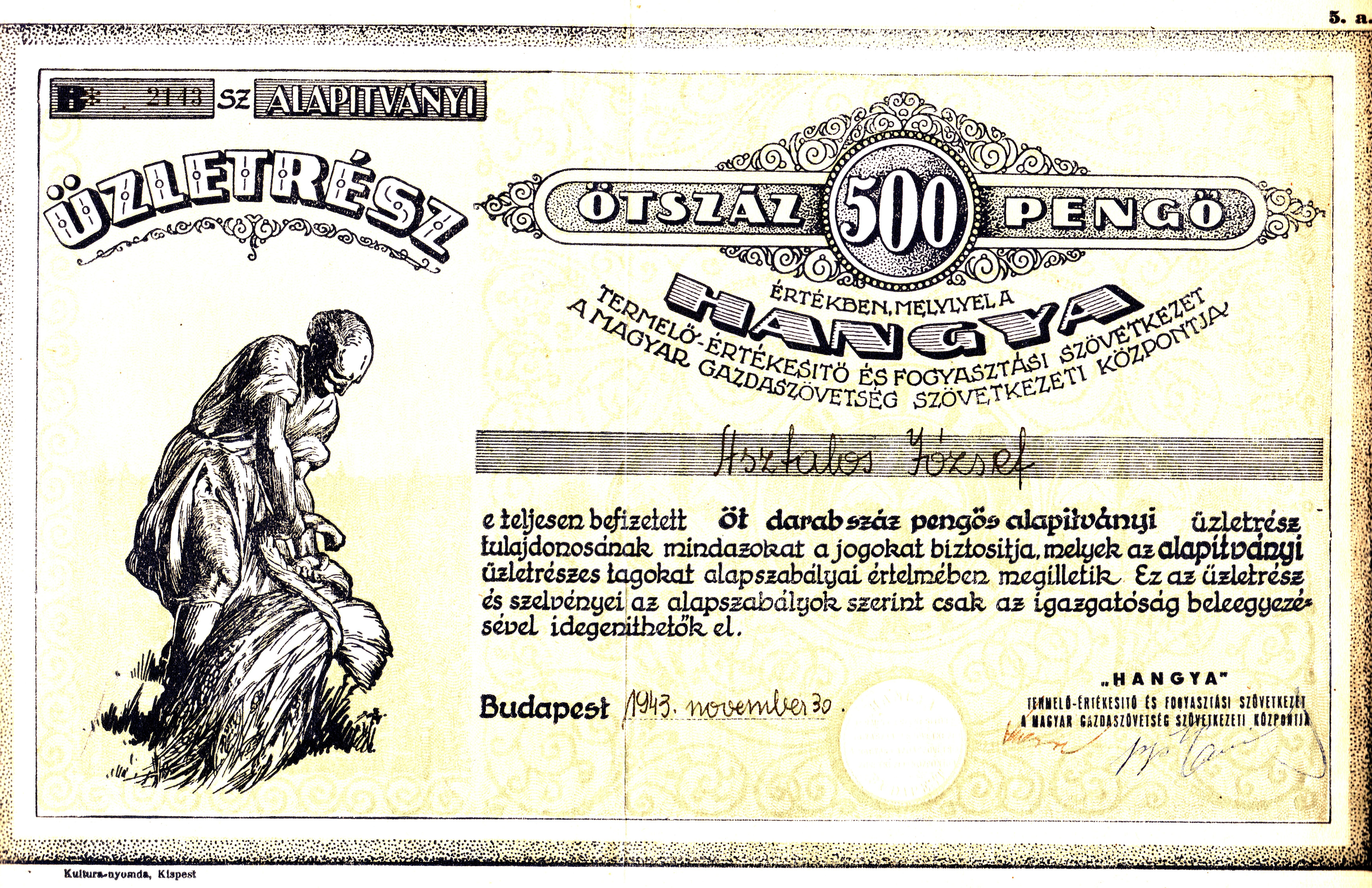
Hangya Szövetkezet üzletrész - 1943

- vagyoni hozzájárulás egyesülésnél, Kkt.-nál, közös vállalatnál, egyéb szervezeteknél
- vagyoni betét Bt.-nél
- szövetkezeti vagyon szövetkezeteknél.